# Бонг Џун-хо
Бонг Џун-хо (кор. 봉준호; Тегу, 14. септембар 1969) јужнокорејски је филмски редитељ, продуцент и сценариста. Добитник три Оскара, његову филмографију карактерише нагласак на друштвеним темама, мешање жанрова, црни хумор и нагле промене у тону.
Први пут је постао познат публици и стекао је култ својим дебитантским редитељским филмом, црном комедијом Barking Dogs Never Bite (2000), пре него што је постигао и критичарски и комерцијални успех са својим наредним филмовима: крими трилер Memories of Murder (2003), чудовишни филм Домаћин (2006), научнофантастични акциони филм Ледоломац (2013) и трилер црне комедије Parasite (2019), који су сви међу филмовима са највећом зарадом у Јужној Кореји, а Паразит је такође и највећи зарада јужнокорејског филма у историји.

## Биографија

### Рани живот
Бонг је био најмлађи од четворо деце. Његов отац је био графички дизајнер и наставник уметности, а деда по мајци је био познати романописац који је одлучио да се пресели у Северну Кореју током Корејског рата. Када је Бонг био у основној школи, преселио се са својом породицом из Тегуа у Сеул. Још у средњој школи развио је интересовање за филм. Затим се уписао на Универзитет Јонсеи, где је студирао социологију и радио у новинама у кампусу, цртајући карикатуре које су подржавале продемократски покрет. После двогодишњег служења војног рока, дипломирао је 1993. Потом се уписао на Корејску академију филмске уметности, где је искусио све аспекте филмског стваралаштва. Бонг је провео наредних неколико година доприносећи на различите начине, углавном писањем, филмовима других редитеља.

### Каријера
Године 2000. Бонг је режирао свој први играни филм, Flandersui gae (Пси који лају никад не гризу), о универзитетском предавачу који је изгубио психичко здравље од лавежа комшијског пса. Као и за већину својих наредних филмова, писао је и сценарио. Филм је добио позитивне критике, али мало пажње.
Salinui chueok (2003; Сећања на убиство), заснован на представи о серији нерешених убистава из стварног живота средином 1980-их, био је велики хит и освојио је награде на неколико корејских филмских такмичења. Бонг је затим допринео два антологијска филма, посебно Digital Short Films by Three Filmmakers 2004 (2004), за који је направио кратки имитациони филм о човековој силазној спирали који је у потпуности снимљен сигурносним камерама.
Бонгов следећи филм био је блокбастер Gwoemul (2006; Домаћин), хорор филм о чудовишту у реци Хан које терорише становнике Сеула. Поставио је рекорде на благајнама у Јужној Кореји и похваљен је на филмском фестивалу у Кану. Madeo (2009; Мајка) описује покушај мајке да докаже да је њен син са интелектуалним тешкоћама невин за убиство за које се чини да је починио. Snowpiercer (2013), филм на енглеском језику заснован на француском графичком роману, освојио је велику међународну публику, као и похвале критике. Представљао је научно-фантастичну причу у којој једини људи који су преживели климатску катастрофу живе, раздвојени друштвеним класама, у огромном возу. У филму се појављују амерички глумци Крис Еванс, Ед Харис и Октејвија Спенсер и британски глумци Тилда Свинтон и Џон Херт, као и Бонгова уобичајена глумачка екипа корејских извођача. Касније је адаптирана као америчка телевизијска серија (2020–).
Бонг се затим осврнуо на заштиту животне средине и права животиња са Okja (2017), о вези девојке са њеном огромном генетски модификованом свињом. Отворен је у Кану, где се такмичио за главну награду. Бонгов следећи филм, мрачни комични хорор филм Gisaengchung (2019; Паразит), имао је за циљ да прикаже окрутност друштвене и финансијске неједнакости са причом о сиромашној породици која се инфилтрира у богату породицу радећи као слуге. Многи критичари су га поздравили као ремек-дело, освојио је Златну палму у Кану и постао први филм на страном језику који је добио Оскара за најбољи филм. Такође је добио Оскара за најбољи међународни играни филм, а Бонг је добио Оскара за режију и писање сценарија.

## Инспирација и стил
Као дете, Бонг је на корејској телевизији гледао Црног Орфеја (1959), који је на њега оставио велики утицај. Док је био у филмској школи, Бонг је гледао Катси трилогију (1982–2002). Његова главна инспирација потичу од Гиљерма дел Тора - његови омиљени филмови дел Тора су Ђавоља кичма (2001) и Панов лавиринт (2006) и Нагиса Ошима, описујући Ошиму као „једног од најконтроверзнијих мајстора“. Бонг је такође проучавао филмове Мартина Скорсезеа и навео га као један од његових главних утицаја током његовог говора на пријему за Оскара за најбољу режију када је освојио за Паразит (2019). Његов процес када ради са глумцима је да их натера да се осећају пријатно и да им даје велику количину слободе при извођењу, чак им омогућава да импровизују. Бонг је прокоментарисао да му се не свиђа термин 'режирање глумаца' јер сматра да је "глума посао глумца и да је то нешто што не могу да режирам".
Најважнији заштитни знак Бонгових филмова су њихове изненадне промене тона (понекад унутар сцена) између драме, мрака и црног хумора. Током ТИФФ-а на Међународном филмском фестивалу у Торонту 2017, Бонг је тврдио: 
| „ | Никада нисам баш свестан промена тона или комедије коју примењујем, никада не помислим 'ох, тон се мења у овом тренутку или је смешан у овој тачки.' Никада нисам тога свестан током снимања филма или процеса писања сценарија. | ” |

Бонг такође користи стварне локације за снимање или посебно изграђене сетове у свим својим филмовима за разлику од зелених платна, чак и у мери у којој снима у канализацији у Сеулу за Домаћин (2006); Сећања на убиство (2003) поставила су локални рекорд по броју локација које је користила.
Године 2012. Бонг је учествовао у анкетама о филму Sight & Sound те године. Одржавани сваких десет година да се изаберу најбољи филмови свих времена, савремени редитељи су замољени да изаберу десет филмова по свом избору. Бонг је изјавио: "Ови филмови су имали највећи утицај на мој лични поглед на биоскоп." Његови избори су наведени у наставку:
- A City of Sadness (Тајван, 1989)
- Cure (Јапан, 1997)
- Fargo (САД, 1996)
- The Housemaid (Јужна Кореја, 1960)
- Psycho (САД, 1960)
- Raging Bull (САД, 1980)
- Touch of Evil (САД, 1958)
- Vengeance Is Mine (Јапан, 1979)
- The Wages of Fear (Француска, 1953)
- Zodiac (САД, 2007)

## Лични живот
Бонг је био члан сада непостојеће Нове прогресивне партије. Он је такође изразио подршку њеној претходници, Демократској лабуристичкој партији.
Бонг је у браку са сценаристом Џунг Сун-Јунг од 1995. Њихов син, Хио-мин, такође је редитељ и режирао је веб филм Wedding Ceremony  (2017).
Бонг је од 2009. до 2019. године у Кореји проглашен за Омиљеног филмског режисера број 1 међу најугледнијим личностима студената широм земље.

## Филмографија
| Година | Назив на енглеском језику | Назив на корејском језику | Дистрибуција          |
| ------ | ------------------------- | ------------------------- | --------------------- |
| 2000   | Barking Dogs Never Bite   | 플란다스의 개             | Cinema Service        |
| 2003   | Memories of Murder        | 살인의 추억               | CJ Entertainment      |
| 2006   | The Host                  | 괴물                      | Showbox               |
| 2009   | Mother                    | 마더                      | CJ Entertainment      |
| 2013   | Snowpiercer               | 설국열차                  | CJ Entertainment      |
| 2017   | Okja                      | 옥자                      | Netflix               |
| 2019   | Parasite                  | 기생충                    | CJ Entertainment      |
| 2025   | Mickey 17                 | 미키 17                   | Warner Bros. Pictures |

## Чести сарадници
| Глумци        | Barking Dogs Never Bite | Memories of Murder | The Host | Mother | Snowpiercer | Okja | Parasite |
| ------------- | ----------------------- | ------------------ | -------- | ------ | ----------- | ---- | -------- |
| Пе Ду На      | Да                      |                    | Да       |        |             |      |          |
| Бјун Хи-бонг  | Да                      | Да                 | Да       |        |             | Да   |          |
| Сонг Канг-хо  |                         | Да                 | Да       |        | Да          |      | Да       |
| Парк Хе-ил    |                         | Да                 | Да       |        |             |      |          |
| Го Ах-сунг    |                         |                    | Да       |        | Да          |      |          |
| Јунг Џе-мун   |                         |                    | Да       | Да     |             | Да   |          |
| Ким Рој-ха    | Да                      |                    |          |        |             |      |          |
| Ли Џунг-ун    |                         |                    | Да       | Да     | Да          |      |          |
| Парк Но-шик   |                         | Да                 | Да       |        |             |      |          |
| Џон Ми-сон    |                         | Да                 |          | Да     |             |      |          |
| Го Су-хи      | Да                      |                    | Да       |        |             |      |          |
| Пол Лазар     |                         |                    | Да       |        | Да          |      |          |
| Тилда Свинтон |                         |                    |          |        | Да          | Да   |          |
| Чој Ву-шик    |                         |                    |          |        |             | Да   | Да       |